# Goleama Dolina, Haskovo
Goleama Dolina (în bulgară Голяма Долина) este un sat în comuna Madjarovo, regiunea Haskovo,  Bulgaria. 

## Demografie
Componența etnică a satului Goleama Dolina
     Turci (100%)
     Nicio identificare (0%)
     Altele (0%)
La recensământul din 2011, populația satului Goleama Dolina era de 3 locuitori. Din punct de vedere etnic, majoritatea locuitorilor (100,0%) erau turci. Pentru 0,0% din locuitori nu este cunoscută apartenența etnică.